# 잔 루니
잔 리 루니(영어: Giaan Leigh Rooney, 1982년 11월 15일 ~ )는 오스트레일리아의 수영 선수이다. 2004년 아테네 올림픽에서 금메달을 땄다.
루니는 11세때 수영을 시작했다. 그녀는 데니스 코테렐의 지도를 받았다. 훈련 파트너로는 그랜트 해켓과 다니엘 코발스키가 있었다. 2002년에 루니는 멜버른으로 이주했고 멜버른 스포츠 아쿠아틱 센터에서 이안 포프의 지도를 받았다. 훈련 파트너로는 매트 웰시, 미셸 클림 및 브레트 하우케가 있었다.
루니는 2000년 시드니 올림픽때 800m 자유형 계주와 400m 혼계영에서 은메달을 땄다.
루니는 2001년 후쿠오카 세계 수영 선수권 대회 200m 자유형에서 우승했다.
루니는 2004년 하계 올림픽 여자 400m 혼계영에서 금메달을 땄다.

## 개인 생활
루니는 브리즈번에서 태어났으며 마이애미 주립 초등학교와 올 세인트 앵글리칸 학교에 다녔다.
잔은 샘 레버트와 결혼했다.

## 같이 보기
- 올림픽 수영 여자 메달리스트 목록
- 수영 혼계영 400m 세계 기록 추이